# Прохазка, Зденек
Зде́нек Проха́зка (чеш. Zdeněk Procházka; 12 января 1928, Чехословакия — 24 сентября 2016) — чехословацкий футболист, играл на позиции полузащитника; участник чемпионата мира (1954).

## Биография

### Клубная карьера
Прохазка на протяжении игровой карьеры играл на родине за «Викторию Жижков» и пражскую «Спарту», в составе которой выиграл два чемпионских титула 1952 и 1954 годов. Завершил карьеру в клубе «Виктория Жижков» в возрасте 37 лет, отыграв за него четыре сезона после возвращения в эту команду.

### Карьера в сборной
В составе сборной Чехословакии был в заявке на чемпионате мира 1954 года, но на поле так и не вышел. Всего за сборную Чехословакии сыграл 8 матчей и забил 1 гол.

### Смерть
Скончался после продолжительной болезни 24 сентября 2016 года, в возрасте 88 лет.

## Достижения
«Спарта» (Прага)
- Чемпион Чехословакии (2) : 1952, 1954